# Међународни дан укидања ропства
Међународни дан укидања ропства (енгл. International Day for the Abolition of Slavery) се обележава сваког 2. децембра по одлуци Генералне скупштине Уједињених нација.

## Историјат
Конвенцију о сузбијању трговине људима, експлоатације и проституције других је одобрила Генерална скупштина Уједињених нација 2. децембра 1949. Поред тога, резолуцијом 57/195, 18. децембра 2002. Скупштина је 2004. годину прогласила Међународном годином сећања на борбу против ропства и његовог укидања.
Уједињене нације су своју борбу против ропства нагласиле као део своје посвећености људским правима, признајући да је ропство у било ком облику тешко кршење људских права. Модерно ропство је глобални проблем који погађа преко милион деце којима се сваке године тргује ради јефтине радне снаге или сексуалне експлоатације, доводећи у питање став Опште декларације о људским правима да нико не сме бити држан у ропству. Овај број случајева модерног ропства је у порасту у задњих 5 година. Међународни дан укидања ропства служи као подсетник и позив на акцију да се укине ропство у свим његовим облицима.
Ропство се кроз историју развијало и манифестовало на различите начине. Данас неки традиционални облици ропства и даље опстају у својим ранијим облицима, док су други трансформисани у нове. Тела УН за људска права су документовала постојање старих облика ропства који су уграђени у традиционална веровања и обичаје. Ови облици ропства су резултат дугогодишње дискриминације најугроженијих група у друштвима, попут оних за које се сматра да припадају нижим кастама, племенским мањинама и аутохтоним народима.
Активности на овај дан укључују објављивање чланака, поезије и мишљења како би изазвали размишљање и дискусију, прегледе историје трговине робљем и њене модерне еволуције и јавне говоре политичких лидера који подстичу акцију за искорењивање ропства. Медији често садрже вести, дебате и форуме како би додатно истакли проблем, док кампање за подизање свести дистрибуирају информативне материјале на универзитетима и у друштвеним просторима.